# 中村光宏
中村光宏（1984年8月28日—），出身於東京都。日本富士電視台新聞播報員。
2007年加入富士電視台，同期入社的有生野陽子和大島由香里，三人關係很好，至今仍經常聚餐。2008年開始在《鬧鐘電視》、《週六鬧鐘新聞》擔任報導員；2009年至2012年先後擔任《森田一義時間 笑一笑又何妨！》與《笑一笑又何妨！增刊號》實況主持；2012年開始擔任《VS嵐》第二代「天音」；2013年開始在擔任資訊報導員。
2014年9月26日，在《鬧鐘電視》直播中宣布已於當天與同期入社的生野陽子註冊結婚。
是現時富士電視台其中一位看板男性播報員，多次在Oricon進行的大型調查「最受歡迎男主播」中名列前茅。

## 外部連結
- 富士電視台 中村光宏（页面存档备份，存于）